# Provenance

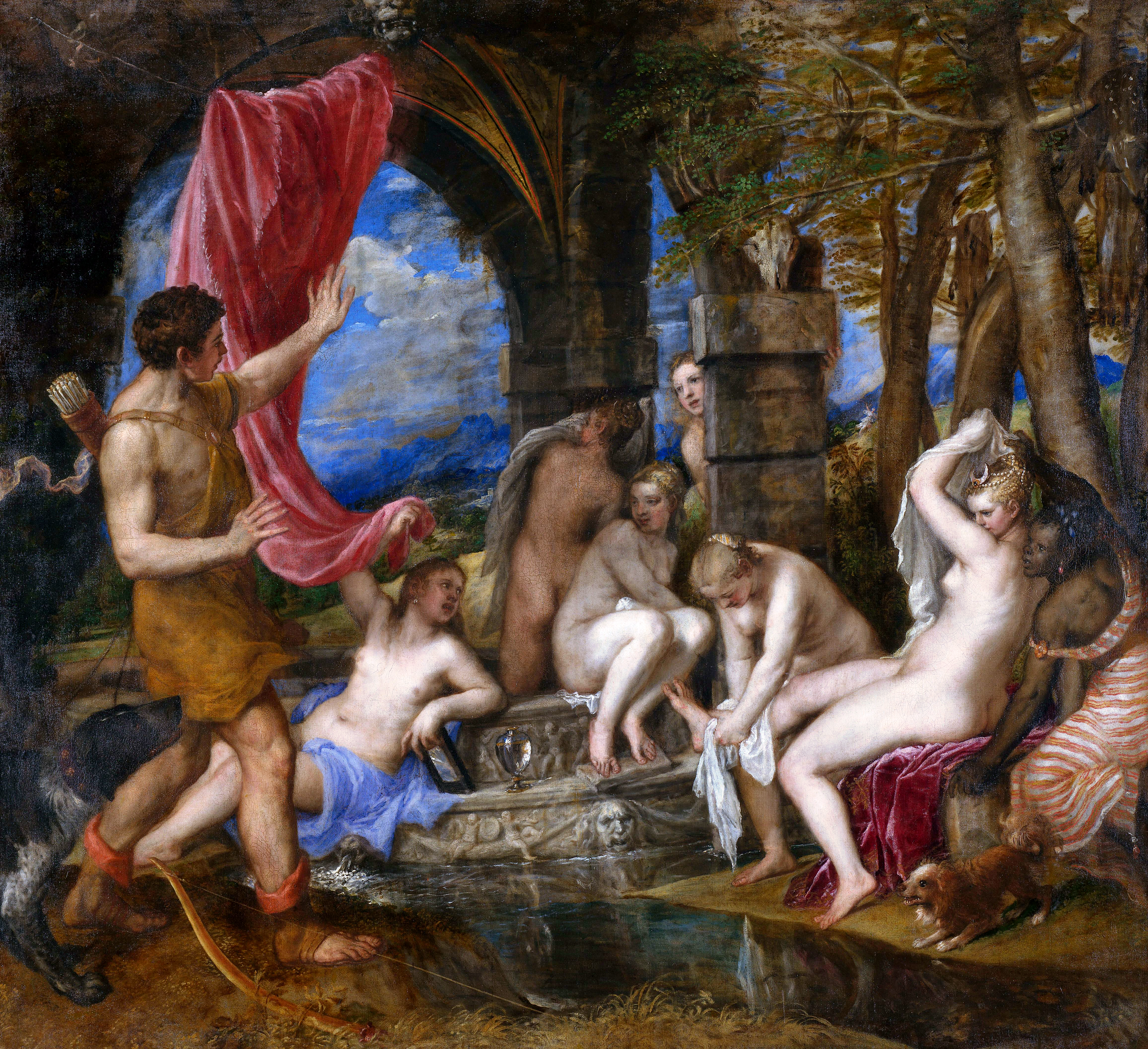
Voici un tableau représentant Diane et Actéon

La provenance (du verbe latin provenire) se réfère à la chronologie de la propriété ou de l'emplacement d'un objet historique, alors que l'origine est au premier abord le moment initial de l'apparition d'une chose.
Le terme est utilisé la plupart du temps pour des œuvres d'art, mais il est maintenant utilisé dans des sens similaires dans un large éventail de domaines, y compris l'archéologie, la paléontologie, les sciences et l'informatique. 

## Définition
Le principal objectif de tracer la provenance d'un objet ou d'une entité est normalement de fournir une preuve contextuelle et circonstancielle de sa production d'origine ou de sa découverte, et de retracer, autant que possible, son histoire, en particulier les séquences de son appropriation formelle.

## Œuvres d'art
Établir la provenance d'une œuvre d'art vise à fournir son historique et ainsi authentifier son originalité, établir sa propriété et sa légalité. Elle vise ainsi à confirmer qu'il ne s'agit pas d'une contrefaçon, d'une œuvre volée, pillée ou exportée illégalement. 
La qualité de la provenance d'une œuvre d'art peut faire une différence considérable sur sa valeur artistique et/ou culturelle. Cette qualité se juge sur le degré de certitude de l'origine, le statut des anciens propriétaires, et par la force de documentation (certificat d'authenticité, techniques de comparaison, opinions d'expert, résultats scientifiques).